# Subarktisk miljö
Subarktisk miljö används i militära sammanhang för att betecknad område med subarktiskt klimat och topografi. När begreppet används inom svenska Försvarsmakten åsyftas i första hand de speciella miljöbetingelser som karaktäriserar Norra Sverige. Miljön kännetecknas, förutom av klimatet, av att infrastrukturen är gles med långa avstånd. Stora älvar, stora myrområden, djupa skogar samt fjäll- och bergsområden är topografisk karaktäristik. Under perioden juni-augusti är förekomsten av insekter i form av mygg, broms och knott betydande.
Förmågan att utföra militära uppgifter i subarktisk miljö brukar betecknas subarktisk förmåga. Begreppet överlappar med vinterkrigföring, men syftar även på utmaningar som finns utanför vintermånaderna.